# Processo Kraft

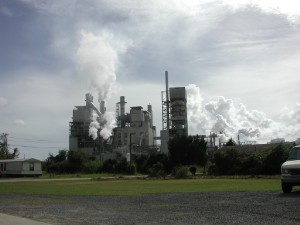
Un impianto per lo svolgimento del processo Kraft in Georgetown (Sud Carolina).

Il processo Kraft (noto anche come processo al solfato) è un processo per estrarre chimicamente la cellulosa dal legno, da cui si ottiene la cosiddetta "polpa di cellulosa".

## Modalità operative
Il processo Kraft viene effettuato in autoclavi di notevoli dimensioni in cui viene alimentata una soluzione di NaOH e Na2S in una concentrazione pari a circa il 15-25% del peso secco del legno; la concentrazione della soda è 40-60 g/l, con un pH > 10.
Altri parametri operativi sono:
- rapporto liquido cottura/legno: 2,5-4,5[5]
- rapporto Na2S/(Na2S + NaOH): 0,3
- temperatura: 165-175 °C[5]
- durata: 2-4 ore.

Al termine dell'operazione la massa è scaricata in un'altra autoclave più grande, detta diffusore, per procedere poi ai separanodi, che fungono da setacci, e quindi ai filtri rotativi, che separano la pasta di cellulosa dal liscivio contenente la lignina. Il riciclo di parte del liscivio filtrato consente un recupero di calore ed una maggiore impregnazione della carica.

## Combustione del liscivio concentrato
Avviene in presenza di Na2SO4, che funge da ossidante della sostanza organica:
Na2SO4 + 2C → Na2S + 2CO2
In presenza di acqua si ha l'idrolisi del solfuro sodico:
Na2S + H2O → NaOH + NaSH
In un successivo passaggio viene addizionato ossido di calcio per chiarificare la soluzione:
CaO + 2NaOH + 2 CO2 → CaCO3 + Na2CO3 + H2O

## Reazioni dei carboidrati con la soluzione di cottura
Oltre alla cellulosa nel legno sono contenuti altri polisaccaridi, le emicellulose: contengono gruppi esterei che le legano alla lignina; queste in ambiente alcalino si idrolizzano e passano in soluzione.
Cellulosa ed emicellulose depolimerizzano in ambiente alcalino: il gruppo terminale -CHO, nella forma semiacetalica del polisaccaride, mediante una reazione di tautomerizzazione ed enolizzazione si apre.

## Descrizione del processo
I minuzzoli di legno sono alimentati con una soluzione di NaOH, Na2S e Na2CO3 in un reattore (continuo o discontinuo). Durante la cottura si recuperano sostanze volatili contenute nel legno, tra cui la più importante è la trementina. Dopo 2-4 ore a 160-180 °C si filtra per separare la cellulosa insolubile dalla lignina solubile: il liquido che si ottiene è un liquore spento, contenente lignina e zuccheri in rapporto ponderale 3:1, oltre a Ca ed altre sostanze organiche in concentrazione minore.
Per concentrazione del liquore spento si ha la precipitazione dei sali sodici degli acidi resinici, che vengono riottenuti per acidificazione. Il liscivio residuo dopo quest'operazione è concentrato fino ad un tenore del 60% in solidi e bruciato, oppure può essere utilizzato per la separazione di lignina e l'ottenimento di altri sottoprodotti. 

## Processo discontinuo
I bollitori discontinui hanno una capacità tra 100 e 400 m³; il bollitore è interamente rivestito di acciaio inossidabile.

Il liscivio circola continuamente tra il bollitore e lo scambiatore di calore, dove viene scaldato. Il riscaldamento indiretto è preferito a quello diretto ottenuto mediante alimentazione di vapore nel bollitore, perché nel secondo caso il liscivio verrebbe diluito; normalmente si usano diversi bollitori, che lavorano contemporaneamente.

Il costo d'investimento dell'impianto discontinuo è inferiore a quello dell'impianto continuo; tuttavia nell'impianto continuo è più facile mantenere costanti i parametri della reazione per ottenere un prodotto di qualità costante.

Il dispendio energetico è maggiore che nell'impianto continuo; per diminuire il costo energetico il liscivio della cottura precedente viene usato per impregnare minuzzoli freschi in un serbatoio isolato termicamente. In questo modo si recupera parte del calore, si riutilizzano i reagenti in eccesso e si migliora l'impregnazione dei minuzzoli prima della loro cottura, ottenendo paste con una resa più alta e una maggior tenacità.

## Processo continuo
I minuzzoli (chip) sono trattati inizialmente con vapore a bassa pressione nel reattore orizzontale: in questa fase si libera trementina allo stato di vapore e si formano acido acetico e formico.

I minuzzoli compressi a 10 atm vengono ripresi con liscivio, composto in parte dal liscivio riciclato dal digestore ed in parte da liscivio proveniente dalla sezione di recupero del liscivio nero. La miscela di minuzzoli e liscivio sotto pressione viene alimentata in testa al digestore e scorre continuamente verso il basso con un tempo di soggiorno di circa 3 ore. Il digestore è diviso in tre zone: nella zona superiore il liscivio viene portato a 170 °C mentre scorre verso il basso; il tempo di soggiorno in questa prima zona e di circa un'ora e mezza. Nella zona inferiore, non scaldata, il liscivio si raffredda; la pasta viene scaricata dal basso di questa zona, mentre il liscivio dall'alto. In questa parte viene anche immessa acqua che scorre in controcorrente alla miscela pasta-liscivio e serve a lavare la pasta ed allontanare il liscivio nero verso l'alto. C'è infine una zona intermedia tra la zona superiore di carico e quella inferiore di scarico.
La pasta è riportata a pressione ambiente attraverso la "blow unity" e viene inviata al serbatoio di deposito. Il liscivio uscente dall'altro della zona inferiore è riportato a pressione atmosferica ed inviato all'impianto di recupero. La capacità produttiva di impianti di questo tipo varia tra le 200 e le 2000 tonnellate al giorno.
La circolazione del liscivio dal bollitore alla torre di impregnazione viene realizzata mediante una serie di tubi concentrici (posti al centro del bollitore) e di setacci (a varie altezze nelle pareti del bollitore). I tubi di alimentazione del liscivio contenenti i minuzzoli terminano a varie altezze del bollitore, appena sopra i setacci: in questo modo si realizza una differenza di pressione tra la faccia interna ed esterna dei setacci che consente al liscivio di circolare tra il bollitore e la torre, separando nello stesso tempo il prodotto solubile dal materiale solido o pastoso.

## Cinetica e problemi di diffusione
Si è visto come la cellule del legno siano tenute insieme da uno strato intercellulare di lignina. Il trattamento iniziale dei minuzzoli con vapore serve per rigonfiare la struttura legnosa in modo da facilitare la penetrazione dei reagenti in maniera uniforme. Per lo stesso motivo, nel digestore, i tondelli ed il liscivio sono tenuti in moto continuo. La lignina che non si scioglie durante la digestione è quella contenuta nella parete cellulare.
La cinetica di delignificazione rivela tre stadi caratterizzati da velocità decrescenti: una prima delignificazione iniziale, un delignificazione del bulk ed infine la delignificazione residua. La maggior parte della lignina viene riscossa nello stadio intermedio. La lignina residua è molto più difficile da rimuovere: questa in realtà viene rimossa in un'operazione a parte chiamata "sbianca" della pasta di cellulosa, che avviene con ipoclorito.

### Vantaggi e svantaggi dell'impianto continuo rispetto al discontinuo
Vantaggi:
- resa in pasta maggiore;
- recupero maggiore del calore;
- facilmente gestibile con automazione;
- facilità nel mantenere costanti i parametri;

Svantaggi:
- minor flessibilità;
- manutenzione più costosa;
- costo di investimento più alto.

### Separazione della pasta dal liscivio
Nella fase di digestione si scioglie circa 40-45% del materiale legnoso alimentato al bollitore; il resto rimante allo stato di fibre, per la maggior parte con la forma originale. La miscela di liquido e solido che esce dal bollitore contiene anche circa 200–500 kg di reagenti per tonnellata di pasta. Per ragioni economiche ed ambientali è necessario separare la pasta (insolubile) dal liscivio contenente lignina e reagenti nel modo più completo ed usando la minima quantità di acqua.
Il problema presenta due aspetti:
1. da una parte si vuole il massimo di resa e purezza della pasta, e ciò comporta l'uso di notevoli volumi di liquido di cottura e di acqua di lavaggio;
2. dall'altra si vuole recuperare i reagenti chimici, per diminuire il carico inquinante, e ciò comporta il contenimento della quantità di acqua da usare nel processo.

In casi come questo, dove si vuole recuperare un prodotto solubile e non è possibile precipitare, occorre procedere con l'evaporazione completa del solvente. Si può calcolare come il costo di evaporazione dell'acqua, riferito al peso unitario di soluto, varia in modo esponenziale con la concentrazione della soluzione.

Ai fini dell'economia del processo va considerato anche che la lignina, e le altre sostanze organiche in soluzione, sono combustibili pregiati, e mediante la loro combustione è possibile ottenere quasi tutto il calore necessario per la produzione della paste. Il legno in questo processo funge in parte da materia prima ed in parte da combustibile: si tratta di una soluzione analoga a quella usata nella lavorazione di altre risorse naturali, come ad esempio nella gassificazione del carbone, dove il carbone viene in parte usato per produrre gas di sintesi ed in parte bruciato per fornire energia al processo.
La facilità e l'efficienza del lavaggio dipendono da numerosi fattori:
- tipo di legno
- dimensioni dei minuzzoli
- impiccamento dei minuzzoli durante la cottura
- grado di delignificazione della pasta
- concentrazione del liscivio nero
- quantità di acqua di lavaggio
- flusso di acqua di lavaggio
- temperatura
- pH
- gradiente di diffusione
- tempo di lavaggio

Il processo di lavaggio si può dividere in due stadi:
1. spostamento del liscivio (la maggior parte) assorbito sulla superficie del solido da lavare;
2. rimozione del liscivio residuo contenuto nei pori del solido da lavare.

Il primo stadio si compie alimentando acqua fresca o, meccanicamente, comprimendo e spremendo la pasta. Durante la rimozione del liscivio assorbito superficialmente si crea una differenza tra la concentrazione del liscivio contenuto nei pori e la concentrazione della fase liquida sulla superficie del solido. Questo gradiente fornisce la spinta termodinamica per il processo spontaneo di diffusione del liscivio concentrato dall'interno della fase solida all'esterno dei pori del solido: questo processo diffuso è lo stadio cineticamente limitante: infatti, a causa della morfologia della pasta, la penetrazione dell'acqua nei pori è uno stadio lento. Tenendo presente che la lignina funge da cementante delle pareti cellulari, si comprende come il grado di delignificazione della pasta possa influenzare la cinetica del processo di diffusione del soluto e del solvente attraverso la fase solida, e come ad una minor concentrazione di lignina residua nella pasta corrisponda una maggior facilità di lavaggio della fase solida stessa. La diffusione inoltre sarà più facile all'aumentare della temperatura ed al diminuire della viscosità della fase liquida.
Per questi motivi è richiesta un'efficienza di lavaggio del 99%, con un fattore di diluizione acqua/pasta < 2.
Nel processo continuo il primo lavaggio avviene nella zona inferiore del digestore, in cui il liscivio di cottura viene spostato dal liquido di lavaggio, che è una soluzione con contenuto in solidi solubili del 10-12%, proveniente dal secondo stadio di lavaggio.
Il sistema di lavaggio più usato è quello dei filtri rotativi: si tratta di un tamburo rotante con superficie filtrante da 1 a 50 m² e portate di 10-100 m3/m2 all'ora. Si opera sottovuoto; il tamburo nel suo moto rotatorio si immerge nella sospensione da filtrare, contenente circa il 4% di pasta e viene lavato continuamente con getti d'acqua nella parte superiore. Questo tipo di filtro può essere chiuso per operare a temperature superiori ai 100 °C, sotto pressione. Più filtri possono essere disposti in serie, ognuno lavato con l'acqua filtrata da quello successivo e solo l'ultimo lavato con acqua fresca. L'acqua filtrata dal primo viene invece usata per lavare la pasta nel bollitore.

## Recupero del liscivio nero
È una parte fondamentale e discriminante dei processi alcalini di cottura del legno. Originariamente concepito per sopperire alle perdite di soda, si rivelò una miglioria per quanto concerne la selettività dell'attacco alla lignina, la cinetica di reazione e la qualità della pasta di cellulosa ottenuta.

Il processo fornisce anche l'energia necessaria a tutto l'impianto di estrazione della pasta e consente di limitare lo scarico di inquinanti.
L'aggiunta di Na2SO4 nel ciclo di recupero fu ideata inizialmente come miglioria impiantistica:
- si voleva ottenere Na2CO3 mediante il processo Leblanc:

Na2SO4 + 2C → 2 CO2 + Na2S
Na2S + CaCO3 → CaS + Na2CO3
- si voleva riciclare Na2CO3 al reattore di cottura per compensare le perdite di alcali.

In realtà si scoprì che Na2S partecipa alla reazione di cottura rendendo l'attacco della lignina più selettivo ed aumentando la velocità di reazione. La pasta ottenuta ha un minor contenuto di lignina e viene usata per produrre manufatti di maggior resistenza chimica e meccanica.
Il liscivio proveniente dalla sezione di filtrazione e lavaggio della pasta ha un contenuto di solidi solubili del 16% in peso, distribuito tra:
- inorganici (NaOH, Na2S, NaHS) = 2-4%
- carboidrati (emicellulose, zuccheri) = 4-5%
- lignina solubile (alkali lignina) = 5-6%

Insieme a NaHS sono presenti anche mercaptani, formatisi durante la digestione della pasta; questi composti, durante la successiva fase di concentrazione, possono idrolizzarsi, sviluppando H2S e CH3SH. Pertanto il liscivio viene ossidato con aria o ossigeno alimentati in controcorrente in una torre impaccata a piatti; successivamente il liscivio è concentrato, fino al 50% di solidi disciolti, negli evaporatori a multiplo effetto. In tempi precedenti poi, fino ad un tenore del 65% in solidi, nell'evaporatore fiamma sommersa. Negli impianti moderni, a causa di problemi di impatto ambientale, l'evaporatore a fiamma sommersa è stato sostituito con un evaporatore verticale a circolazione forzata.

Il liscivio concentrato viene miscelato con Na2SO4 ed inviato al forno dove avviene l'ossidazione delle sostanze organiche a CO2 e H2O e la riduzione del solfato a solfuro.

## Forno di combustione per il recupero del liscivio nero
Si alimenta ossigeno in difetto rispetto al carbonio organico in modo da far avvenire le seguenti reazioni:
C(s) + O2(g) → CO2(g)
ΔH°= -393.5 kcal/mol
ΔG°= -394.4 kcal/mol (a 298 K)
Na2SO4(s) + C(s) → Na2S(s) + 2CO2(g)
ΔH°= 234.7 kcal/mol
ΔG°= 126.58 kcal/mol
ΔS°= 0.36 kcal/mol°C (a 298 K)
CO2(g) + 2NaOH(s) → Na2CO3(s) + H2O
ΔH°= -30.7 kcal/mol
La funzione del forno di recupero è bruciare la sostanza organica contenuta nel liscivio e generare vapore a 70 atm circa, che viene riutilizzato per generare corrente elettrica per mezzo di una turbina.

Il vapore scaricato dalla turbina a pressione più bassa viene riciclato alla sezione digestione per essere utilizzato a circa 12 atm. Allo stesso tempo i reagenti chimici contenuti nel liscivio vengono recuperati in forma di Na2CO3. Il solfato sodico aggiunto per sopperire alle perdite di zolfo viene ridotto a solfuro sodico per reazione con il carbonio organico, che non partecipa alla reazione di combustione (prima reazione) a causa dell'alimentazione di ossigeno in difetto.
Il liscivio concentrato al 70-80% in solidi viene preriscaldato a 120 °C ed iniettato nella parte inferiore del forno mediante spruzzatori ad oscillazione al fine di ottenere una distribuzione uniforme di liquido sulle pareti del forno: queste sono percorse da una fitta rete di tubi collegati ad un preriscaldatore. Durante la combustione si raggiunge una temperatura di circa 1250 °C; i prodotti inorganici fondono tra 990 e 1020 °C. I tubi, sulla cui superficie evapora il liquido, servono a raffrescare in modo da far solidificare il prodotto, che si accumula fino ad un certo spessore e poi cade giù in blocchi verso il fondo nella zona di fusione, la parte inferiore del forno non raffreddata, per essere convogliato allo stato fuso al serbatoio, in cui viene disciolto in acqua.

## Preparazione del liscivio bianco
Il sale fuso (Na2S + Na2CO3) proveniente dal forno viene ripreso nel dissolutore con liscivio bianco diluito proveniente dal lavaggio dei fanghi della reazione di caustificazione.

Prima della miscelazione con acqua, il sale fuso viene disperso in un getto di vapore per smaltire la maggior parte del calore ed evitare fenomeni esplosivi. Si ottiene una soluzione verde contenente solidi insolubili che conferiscono un aspetto scuro. Si lascia decantare; i solidi vengono ripresi con acqua; si lascia quindi decantare nuovamente. Il liquido surnatante si alimenta al serbatoio del liscivio diluito, dove arriva anche l'acqua di lavaggio dei fanghi della reazione di caustificazione:
Ca(OH)2(s) + Na2CO3(aq) → 2NaOH(aq) + CaCO3(s)
Tale reazione è eterogenee e si svolge tra la fase solida Ca(OH)2 e la soluzione di Na2CO3 (liscivio verde) proveniente dal decantatore, per ottenere una soluzione di NaOH ed una fase solida di CaCO3. Serve a riconvertire Na2CO3 in NaOH da utilizzare insieme a Na2S del digestore a monte dell'impianto.

## Forni per la decomposizione termica di CaCO3
La reazione:
CaCO3 → CaO + CO2
è una reazione endotermica: ΔH° = 42.4 kcal/mole; ΔG° = 31.1 kcal/mole. Si ricava che, in un sistema chiuso, ΔG°<0 per T > 843 °C.

Si opera quindi a circa 800 °C in forni rotativi o verticali. Il calore necessario alla reazione è fornito per combustione con aria di un combustibile. Negli impianti moderni la combustione è effettuata all'esterno del forno di calcinazione.

## Sottoprodotti del processo Kraft
- Trementina ed altri prodotti volatili:[7] si liberano durante la fase di digestione. Sono componenti degli oli essenziali; la trementina è un liquido contenente α-pinene e β-pinene, oltre ad una parte non distillabile (colofonia). La resa è di circa 0.3-0.4% sul peso del legno trattato. Ha come usi quello di diluente per vernici e preparazione di insetticidi;
- Tallolio (più saponi): sono composti che si separano sulla superficie del liquido durante la concentrazione del liscivio nero e che vengono rimossi. Per acidificazione di questi si ottengono gli acidi resinici ed acidi grassi come oleico e linoleico. Vengono usati per la preparazione di adesivi, detergenti, vernici, tensioattivi. [12]